# Japanese Academy Awards 2007
Am 16. Februar 2007 wurde die 30. Verleihung der Japanese Academy Awards, der nationalen Filmpreise Japans, durchgeführt.
Bei der Bekanntgabe der Nominierungen führte der Film Hula Girls des japanischen Regisseurs Lee Sang-il mit 13 Nominierungen das Feld an und gewann schließlich in sechs Kategorien (davon zwei Siege für Nachwuchsdarsteller), womit er der erfolgreichste Film der Verleihung war. Darin geht es um junge Japanerinnen, die die Wirtschaft ihrer kleinen Heimatstadt ankurbeln wollen, indem sie Hawaii in dem Ort nachbauen. Die Komödie, die Japans Kandidat auf eine Nominierung als Bester fremdsprachiger Film bei der Oscarverleihung 2007 war, dominierte unter anderem in den Kategorien Bester Film und Beste Regie. Ebenfalls als Bester Film nominiert war Koki Mitanis The Uchōten Hotel. Dieser elffach nominierte und völlig leer ausgegangene Film spielt zu Silvester in einem Tokioter Fünf-Sterne-Hotel und beschreibt die Missgeschicke des Hotelpersonals. Dreizehnmal nominiert und dreimal siegreich war Love and Honor – Bushi no ichibun, die Verfilmung eines Romans von Shūhei Fujisawa. Regie bei dem Samurai-Drama führte der renommierte Regisseur Yōji Yamada, von dem bereits mehrere Filme (beispielsweise Samurai in der Dämmerung) bei den Japanese Academy Awards ausgezeichnet wurden. Auf je neun Nominierungen brachten es Junya Satos Kriegsfilm Otoko-tachi no yamato und Tetsuya Nakashimas Tragikomödie Memories of Matsuko, wobei letzterer Film nicht in der Kategorie Bester Film nominiert wurde. Beide konnten sich in je drei Kategorien durchsetzen. Stattdessen konnte sich auch Yukihiko Tsutsumis fünffach nominiertes Drama Ashita no kioku über einen erfolgreichen Geschäftsmann Hoffnungen machen, dessen Familienleben durch frühe Anzeichen der Alzheimer-Krankheit beeinträchtigt wird. Für Ashita no kioku gab es lediglich den Hauptdarstellerpreis, der an Ken Watanabe ging.
Erstmals 2007 wurde der Japanese Academy Award in der Kategorie Bester Animationsfilm vergeben. Japan hat eine der größten Trickfilmbranchen der Welt und auch bei anderen japanischen Filmpreisverleihungen wie dem Mainichi-Filmwettbewerb werden Animes in eigenen Kategorien ausgezeichnet. Zwei Animationsfilme, Prinzessin Mononoke und Chihiros Reise ins Zauberland, konnten sich bereits in vorherigen Verleihungen in der Kategorie Bester Film durchsetzen. 2007 war neben dem zehnten Detektiv Conan-Film unter anderem auch das Studio-Ghibli-Werk und Regiedebüt von Hayao Miyazakis Sohn Goro Miyazaki, Die Chroniken von Erdsee, als Bester Animationsfilm nominiert, ausgezeichnet wurde aber Mamoru Hosodas Das Mädchen, das durch die Zeit sprang.
Spezial-Preise wurden an Akira Ifukube, Shōhei Imamura, Takahiro Tamura, Tetsurō Tamba und Takeomi Nakayama vergeben, die alle 2006 verstorben sind.

## Preisträger und Nominierte

### Bester Film
Hula Girls (フラガール hura gāru) – Regie: Lee Sang-il
Ashita no kioku (明日の記憶) – Regie: Yukihiko Tsutsumi
Otoko-tachi no yamato (男たちの大和 YAMATO) – Regie: Junya Sato
The Uchōten Hotel (THE 有頂天ホテル) – Regie: Koki Mitani
Love and Honor – Bushi no ichibun (武士の一分) – Regie: Yōji Yamada

### Beste Regie
Lee Sang-il – Hula Girls
Junya Sato – Otoko-tachi no yamato
Tetsuya Nakashima – Memories of Matsuko (嫌われ松子の一生)
Koki Mitani – The Uchōten Hotel
Yōji Yamada – Love and Honor – Bushi no ichibun

### Bestes Drehbuch
Lee Sang-il und Daisuke Habara – Hula Girls
Hakaru Sunamoto und Uiko Miura – Ashita no kioku
Tetsuya Nakashima – Memories of Matsuko
Koki Mitani – The Uchōten Hotel
Yōji Yamada, Emiko Hiramatsu und Ichirō Yamamoto – Love and Honor – Bushi no ichibun

### Bester Hauptdarsteller
Ken Watanabe – Ashita no kioku
Joe Odagiri – Yureru (ゆれる)
Satoshi Tsumabuki – Nada sō sō (涙そうそう)
Akira Terao – Hakase no aishita sūshiki (博士の愛した数式)
Kōji Yakusho – The Uchōten Hotel

### Beste Hauptdarstellerin
Miki Nakatani – Memories of Matsuko
Rei Dan – Love and Honor – Bushi no ichibun
Masami Nagasawa – Nada sō sō
Kanako Higuchi – Ashita no kioku
Yasuko Matsuyuki – Hula Girls

### Bester Nebendarsteller
Takashi Sasano – Love and Honor – Bushi no ichibun
Takao Ōsawa – Metro ni notte (地下鉄(メトロ)に乗って)
Teruyuki Kagawa – Yureru
Kōichi Satō – The Uchōten Hotel
Ken’ichi Matsuyama – Death Note – Zenpen (デスノート 前編)

### Beste Nebendarstellerin
Sumiko Fuji – Hula Girls
Yū Aoi – Otoko-tachi no yamato
Yū Aoi – Hula Girls
Masako Motai – Kamome shokudo (かもめ食堂)
Kaori Momoi – Love and Honor – Bushi no ichibun

### Bester Nachwuchsdarsteller
Kenta Suga – Hanada shōnen-shi (花田少年史)

Muga Tsukaji – Mamiya kyodai (間宮兄弟)

Mokomichi Hayami – Rough (ラフ rafu)

Ken’ichi Matsuyama – Otoko-tachi no yamato

Yū Aoi – Hula Girls

Rei Dan – Love and Honor – Bushi no ichibun

Shizuyo Yamazaki – Hula Girls

YUI – Taiyō no Uta (タイヨウのうた)

### Beste Musik
Gabriele Roberto und Takeshi Shibuya – Memories of Matsuko
Michiru Ōshima – Ashita no kioku
Isao Tomita – Love and Honor – Bushi no ichibun
Joe Hisaishi – Otoko-tachi no yamato
Yūsuke Honma – The Uchōten Hotel

### Beste Kamera
Mutsuo Naganuma – Love and Honor – Bushi no ichibun
Masakazu Ato – Memories of Matsuko
Yoshitaka Sakamoto – Otoko-tachi no yamato
Hideo Yamamoto – The Uchōten Hotel
Hideo Yamamoto – Hula Girls

### Beste Beleuchtung
Takeshi Nakasu – Love and Honor – Bushi no ichibun
Tarō Kimura – Memories of Matsuko
Takeshi Okubo – Otoko-tachi no yamato
Hikaru Ono – The Uchōten Hotel
Hikaru Ono – Hula Girls

### Bestes Szenenbild
Toshiyuki Matsumiya und Shigeyuki Kondo – Otoko-tachi no yamato
Towako Kuwajima – Memories of Matsuko
Yohei Taneda – The Uchōten Hotel
Yohei Taneda – Hula Girls
Mitsuo Degawa – Love and Honor – Bushi no ichibun

### Bester Ton
Nobuhiko Matsukage und Tetsuo Segawa – Otoko-tachi no yamato
Kazumi Kishida – Love and Honor – Bushi no ichibun
Junichi Shima und Tadao Tasai – Memories of Matsuko
Mitsugu Shiratori – Hula Girls
Tetsuo Segawa – The Uchōten Hotel

### Bester Schnitt
Yoshiyuki Koike – Memories of Matsuko
Wao Ishii – Love and Honor – Bushi no ichibun
Tsuyoshi Imai – Hula Girls
Soichi Ueno – The Uchōten Hotel
Takero Yoneda – Otoko-tachi no yamato

### Bester Animationsfilm
Das Mädchen, das durch die Zeit sprang (Toki wo Kakeru Shōjo) – Regie: Mamoru Hosoda
Arashi no Yoru ni (あらしのよるに) – Regie: Gisaburō Sugii
Die Chroniken von Erdsee (Gedo Senki) – Regie: Goro Miyazaki
Brave Story (ブレイブ ストーリー) – Regie: Koichi Chigira
Meitantei Conan: Tantei-tachi no Chinkonka – Requiem (名探偵コナン 探偵たちの鎮魂歌(レクイエム)) – Regie: Taiichiro Yamamoto

### Bester ausländischer Film
Flags of Our Fathers – Regie: Clint Eastwood
L.A. Crash (Crash) – Regie: Paul Haggis
The Da Vinci Code – Sakrileg (The Da Vinci Code) – Regie: Ron Howard
Pirates of the Caribbean – Fluch der Karibik 2 (Pirates of the Caribbean: Dead Man’s Chest) – Regie: Gore Verbinski
Hotel Ruanda (Hotel Rwanda) – Regie: Terry George

### Sonderpreis des Vorsitzenden
Akira Ifukube, japanischer Komponist

Shōhei Imamura, japanischer Regisseur und Drehbuchautor

Takahiro Tamura, japanischer Schauspieler

Tetsurō Tamba, japanischer Schauspieler

Takeomi Nakayama, japanischer Produzent

### Sonderpreis der Akademie
Kazuyuki Suzuki